# Rutewka

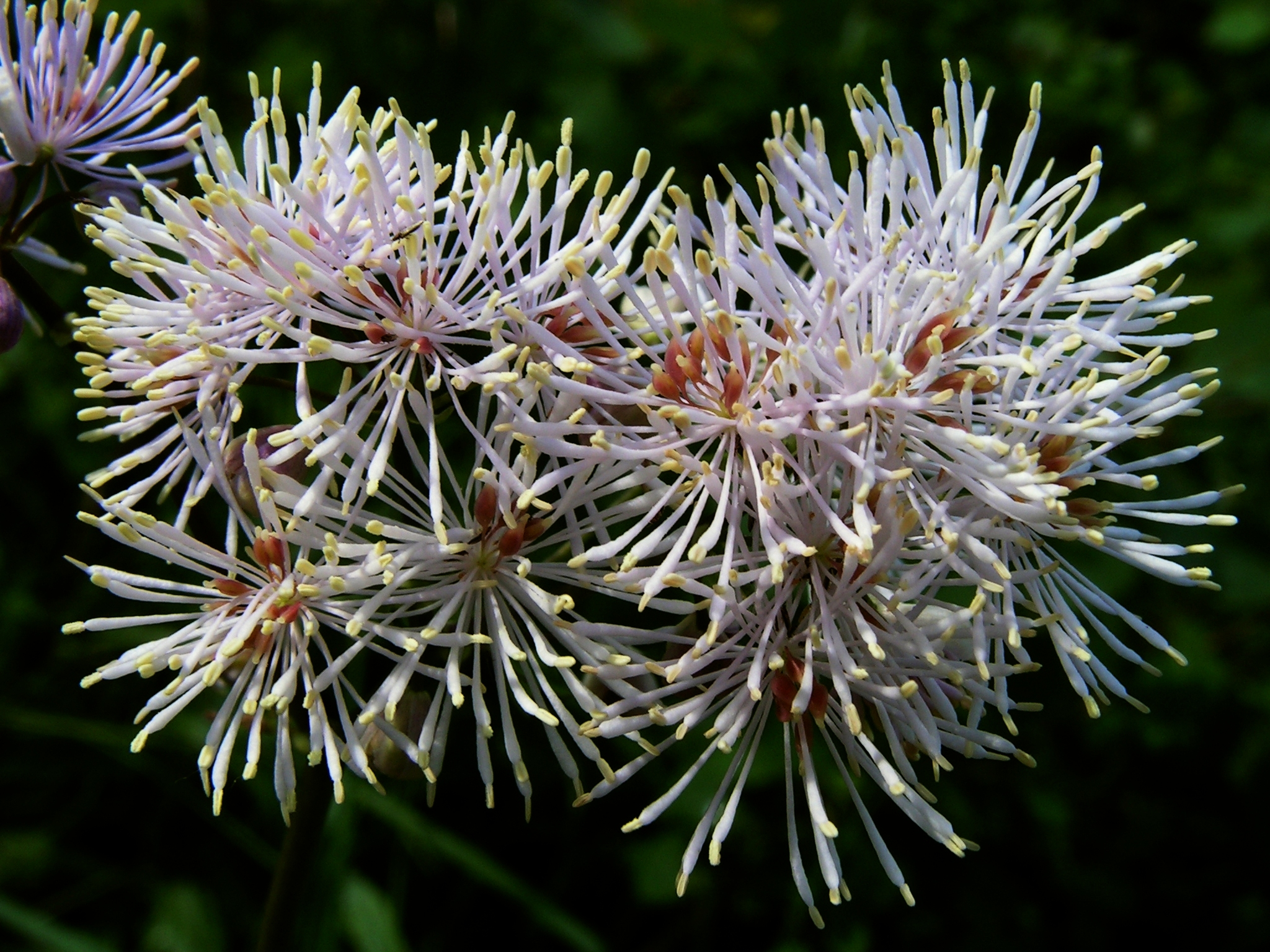
Rutewka orlikolistna (Thalictrum aquilegiifolium)

Rutewka  (Thalictrum L.) – rodzaj roślin z rodziny jaskrowatych. Obejmuje ponad 200 gatunków. Rośliny te występują głównie w umiarkowanych strefach półkuli północnej, a także w Ameryce Południowej i południowej Afryce. Rutewki rosną w miejscach widnych, suchych i skalistych, ale też w wilgotnych łąkach i w formacjach zaroślowych. Charakterystyczną cechą ich budowy są drobne, zwisające kwiaty z długimi pręcikami oraz silnie podzielone liście. Kwiaty są wiatropylne lub zapylane przez owady. Rutewki są roślinami trującymi. Są często uprawiane jako rośliny ozdobne, zwłaszcza rutewka Delavay'a T. delavayi o płatkach czerwonych lub liliowych i żółtych pylnikach. Wykorzystywane są w medycynie ze względu na zawarte w korzeniach związki o działaniu przeczyszczającym.

## Rozmieszczenie geograficzne
Rutewki w większości rosną w strefie umiarkowanej półkuli północnej; zwłaszcza w Azji (tylko w Chinach rośnie ich 76 gatunków, z czego 49 to endemity tego kraju), w Europie obecnych jest 15 gatunków, w Ameryce Północnej są 22. Na półkuli południowej rosną wzdłuż Andów w Ameryce Południowej, w Afryce Wschodniej i Południowej, poprzez Filipiny i Jawę w południowo-wschodniej Azji sięgają do Nowej Gwinei.
Gatunki flory Polski
- rutewka alpejska Thalictrum alpinum L. (odkryta w Polsce w 2022 w Niżni Świstówki w Tatrach)[8]
- rutewka mniejsza Thalictrum minus L.[9]
- rutewka orlikolistna Thalictrum aquilegiifolium L.[9]
- rutewka pojedyncza Thalictrum simplex L.[9]
- rutewka wąskolistna Thalictrum lucidum L.[9]
- rutewka żółta Thalictrum flavum L.[9]

## Morfologia

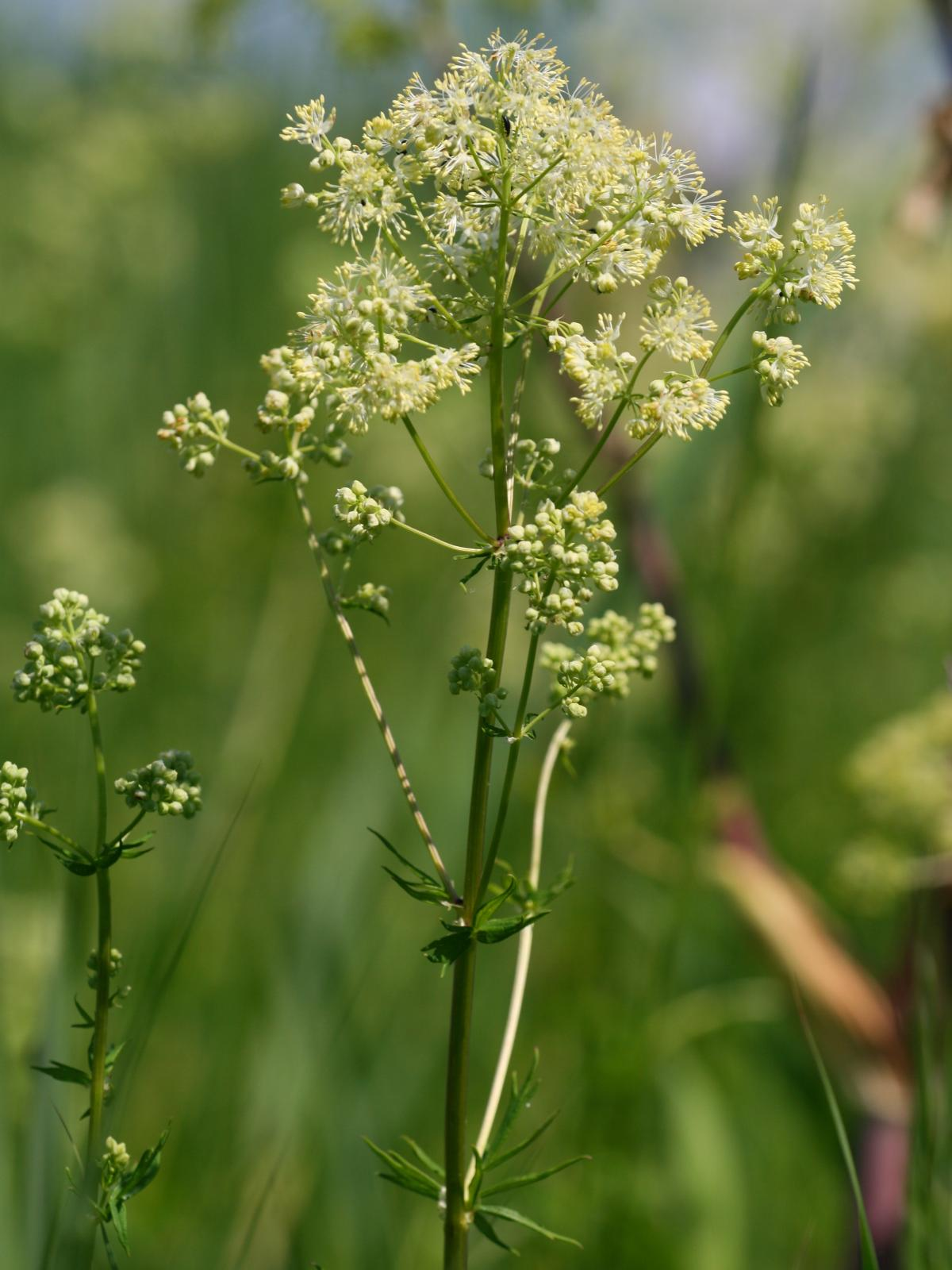
Rutewka żółta (Thalictrum flavum)

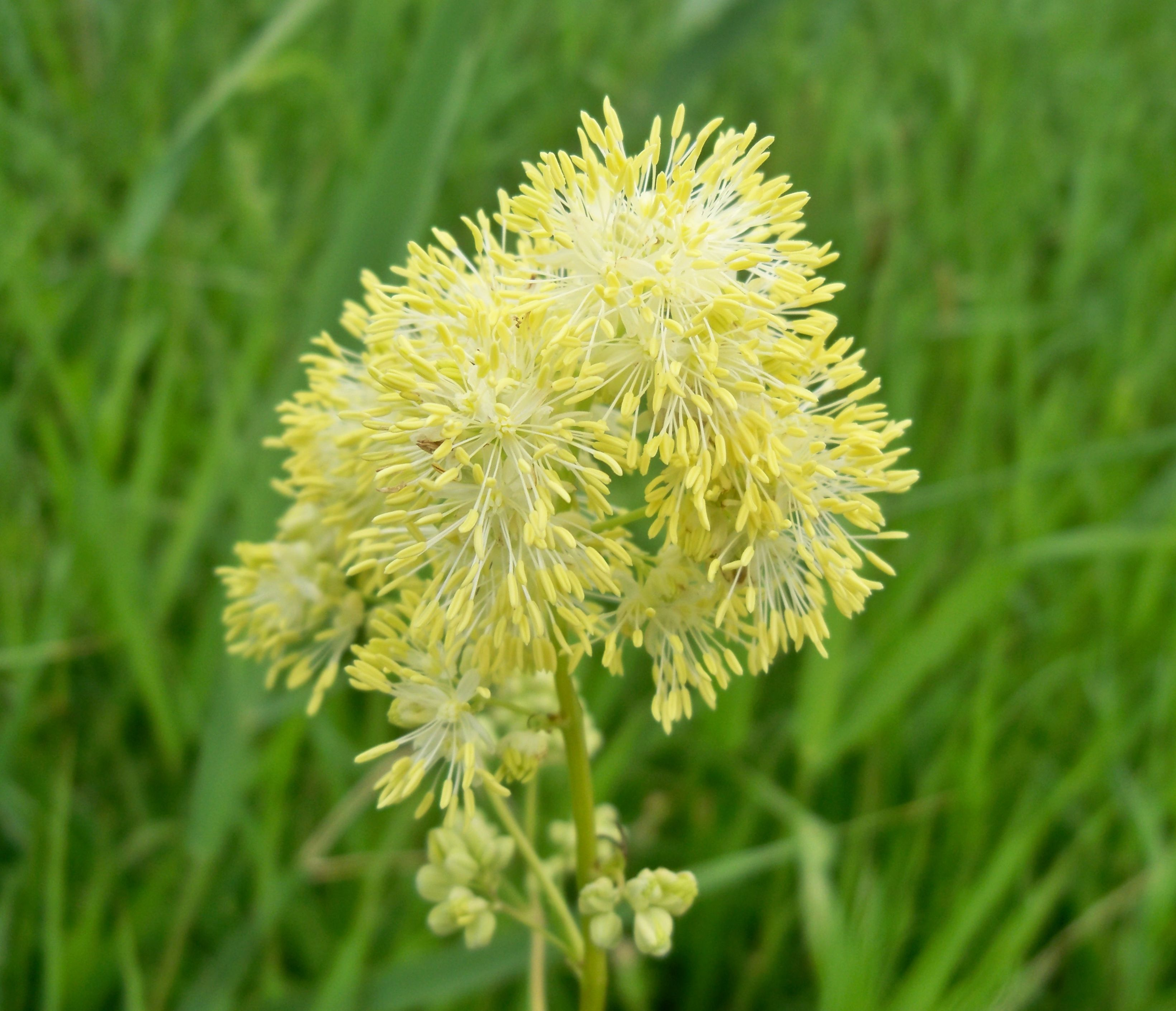
Rutewka wąskolistna (Thalictrum lucidum)

Gatunki z tego rodzaju są w wielu przypadkach bardzo zmienne i stosunkowo słabo poznane. Do cech uznawanych za diagnostyczne w obrębie rodzaju należą: kształt listków, owłosienie listków i owoców (obecność włosków lub gruczołków), kształt pręcików (rozszerzenie nitki, długość, zakończenie pylnika), kształt owoców oraz żyłkowanie.
PokrójByliny wyrastające z drewniejącego kłącza lub bulwiasto zgrubiałych korzeni, osiągające do 3 m wysokości.
LiścieZazwyczaj 2–3 krotnie, czasem pojedynczo lub 4-krotnie, pierzasto- lub trójdzielnie złożone (niepodzielone u Thalictrum rotundifolium). Odziomkowe i dolne łodygowe zwykle ogonkowe, górne siedzące, skrętoległe. Poszczególne listki od sercowatych, poprzez owalne, lancetowate do równowąskich, często wcinane na szczycie, całobrzegie lub ząbkowane.
KwiatyLiczne i drobne, zebrane w kwiatostany: grona, baldachogrona lub wiechy. Kwiaty promieniste, obupłciowe, rzadko częściowo lub wszystkie jednopłciowe. Okwiat pojedynczy, szybko opadający. Działki zwykle 4, rzadziej do 10, długości od 1 do 18 mm. Działki te mają barwę od białej do zielonożółtej, rzadko purpurową. Płatków i miodników brak. Zwisające lub wzniesione liczne pręciki (od 7 do 70) są barwne i dłuższe od okwiatu. Słupkowie składa się z 1 do 40 owocolistków z pojedynczymi zalążkami. Słupki zakończone są siedzącym, czerwonym znamieniem.
OwoceJednonasienne niełupki o kształcie wrzecionowatym, owalnym do dyskowatego. Podłużnie żeberkowane, rowkowane lub oskrzydlone. Często z dzióbkiem tworzonym przez trwały słupek.

## Systematyka
Pozycja systematyczna
Rodzaj z podrodziny Thalictroideae Raf., rodziny jaskrowatych (Ranunculaceae) z rzędu jaskrowców (Ranunculales). W obrębie podrodziny należy do kladu wspólnie z rodzajami Leptopyrum i Paraquilegia (do kladu tego wliczany jest też gatunek Isopyrum anemonoides wyodrębniany jako Paropyrum anemonoides). 
Lista gatunków

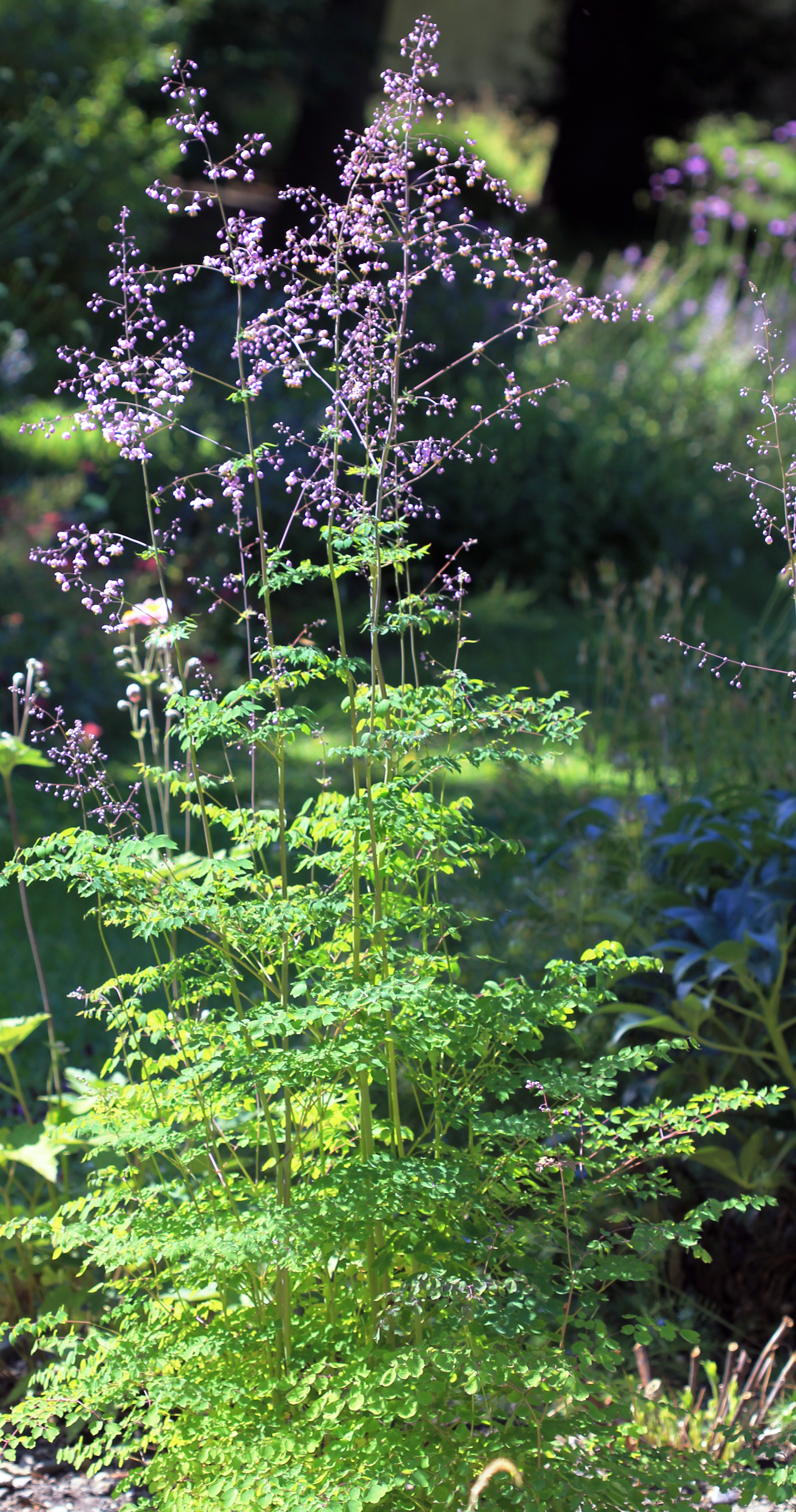
Rutewka Delavay'a T. delavayi

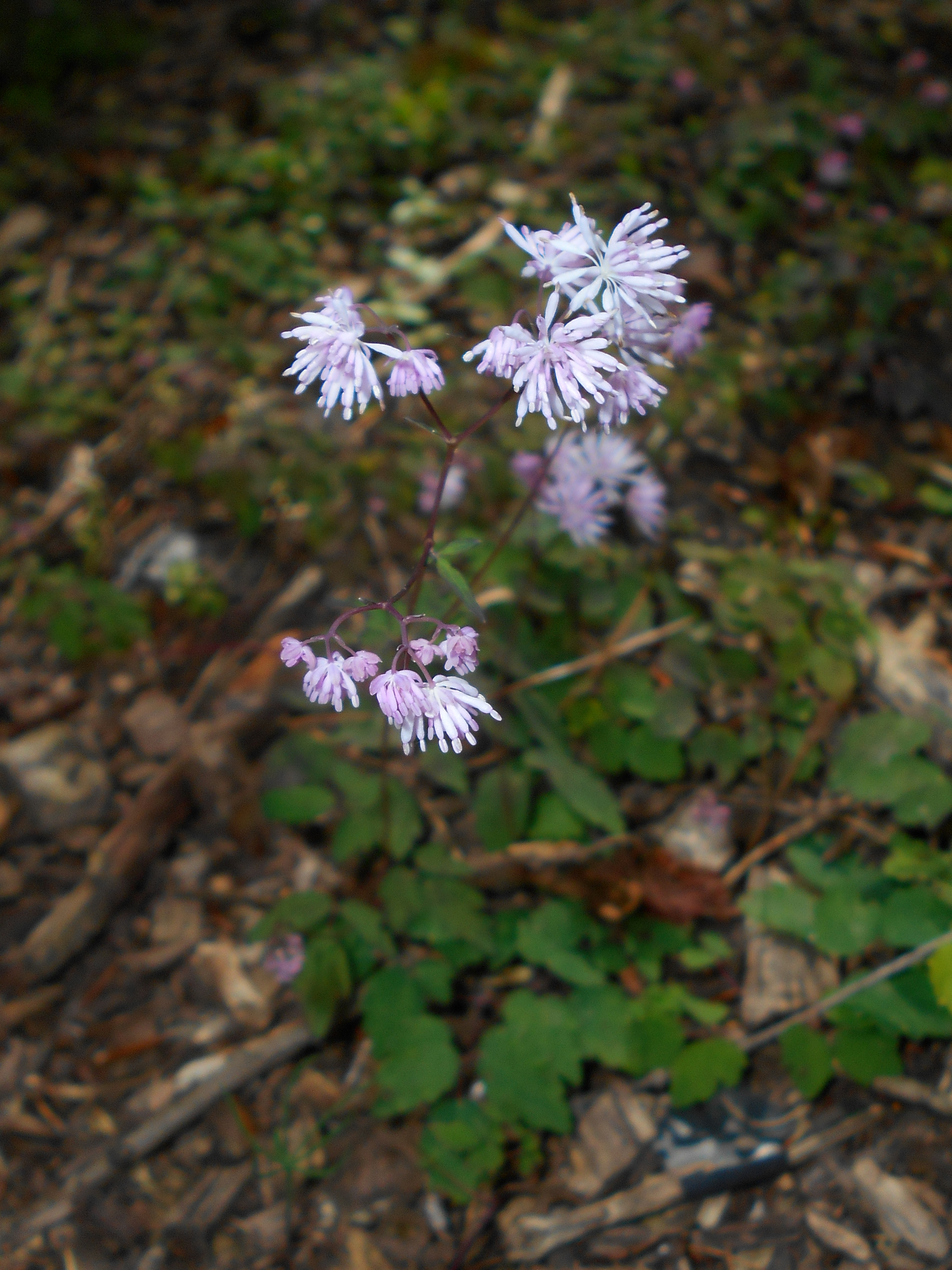
Thalictrum kiusianum

- Thalictrum acaule Jacquem. ex Cambess.
- Thalictrum actaeifolium Siebold & Zucc.
- Thalictrum acutifolium (Hand.-Mazz.) B.Boivin
- Thalictrum acutilobum DC.
- Thalictrum alpinum L. – rutewka alpejska
- Thalictrum amphibolum Greene
- Thalictrum appendiculatum C.A.Mey.
- Thalictrum aquilegiifolium L. – rutewka orlikolistna
- Thalictrum arkansanum B.Boivin
- Thalictrum arsenii B.Boivin
- Thalictrum atriplex Finet & Gagnep.
- Thalictrum baicalense Turcz. ex Regel
- Thalictrum bouffordii Y.P.Zeng, Q.Yuan & Q.E.Yang
- Thalictrum brachyandrum W.T.Wang
- Thalictrum brevisericeum W.T.Wang & S.H.Wang
- Thalictrum bykovii Kotukhov
- Thalictrum calabricum Spreng.
- Thalictrum calcicola T.Shimizu
- Thalictrum changii Y.P.Zeng, Q.Yuan & Q.E.Yang
- Thalictrum chelidonii DC.
- Thalictrum cincinnatum B.Boivin
- Thalictrum cirrhosum H.Lév.
- Thalictrum clavatum DC.
- Thalictrum confine Fernald
- Thalictrum conzattii B.Boivin
- Thalictrum cooleyi H.E.Ahles
- Thalictrum coreanum H.Lév.
- Thalictrum coriaceum (Britton) Small
- Thalictrum cuernavacanum Rose
- Thalictrum cultratum Wall.
- Thalictrum dalzellii Hook.
- Thalictrum dasycarpum Fisch., C.A.Mey. & Avé-Lall.
- Thalictrum deamii B.Boivin
- Thalictrum debile Buckley
- Thalictrum decipiens B.Boivin
- Thalictrum delavayi Franch. – rutewka Delavay'a
- Thalictrum diffusiflorum C.Marquand & Airy Shaw
- Thalictrum dingjieense W.T.Wang
- Thalictrum dioicum L.
- Thalictrum domingense Urb.
- Thalictrum elegans Wall. ex Royle
- Thalictrum faberi Ulbr.
- Thalictrum fargesii Franch. ex Finet & Gagnep.
- Thalictrum fendleri Engelm. ex A.Gray
- Thalictrum filamentosum Maxim.
- Thalictrum fimbriatum Qureshi & Chaudhri
- Thalictrum finetii B.Boivin
- Thalictrum flavum L. – rutewka żółta
- Thalictrum foeniculaceum Bunge
- Thalictrum foetidum L. – rutewka cuchnąca
- Thalictrum foliolosum DC.
- Thalictrum fortunei S.Moore
- Thalictrum galeottii Lecoy.
- Thalictrum gibbosum Lecoy.
- Thalictrum glandulosissimum (Finet & Gagnep.) W.T.Wang & S.H.Wang
- Thalictrum grandidentatum W.T.Wang & S.H.Wang
- Thalictrum grandiflorum Maxim.
- Thalictrum grandifolium S.Watson
- Thalictrum guatemalense C.DC. & Rose
- Thalictrum hamatum Maxim.
- Thalictrum hazaricum Qureshi & Chaudhri
- Thalictrum heliophilum Wilken & DeMott
- Thalictrum henricksonii M.C.Johnst.
- Thalictrum hernandezii Tausch
- Thalictrum hintonii B.Boivin
- Thalictrum honanense W.T.Wang & S.H.Wang
- Thalictrum ichangense Lecoy. ex Oliv.
- Thalictrum integrilobum Maxim.
- Thalictrum isopyroides C.A.Mey.
- Thalictrum jaliscanum Rose
- Thalictrum javanicum Blume
- Thalictrum jiulongense W.T.Wang
- Thalictrum johnstonii Standl.
- Thalictrum kiusianum Nakai – rutewka kiusjańska
- Thalictrum koikeanum Sera, Hamada & Kadota
- Thalictrum kubotae Kadota
- Thalictrum kuhistanicum Ovcz. & Kochk.
- Thalictrum laeteviride B.Boivin
- Thalictrum lanatum Lecoy.
- Thalictrum lancangense Y.Y.Qian
- Thalictrum lankesteri Standl.
- Thalictrum lecoyeri Franch.
- Thalictrum leuconotum Franch.
- Thalictrum leve (Franch.) W.T.Wang
- Thalictrum longistylum DC.
- Thalictrum lucidum L. – rutewka wąskolistna
- Thalictrum macrocarpum Gren.
- Thalictrum macrostylum Small & A.Heller
- Thalictrum madrense Rose
- Thalictrum maritimum Dufour
- Thalictrum × medium Jacq.
- Thalictrum megalostigma (B.Boivin) W.T.Wang
- Thalictrum microgynum Lecoy. ex Oliv.
- Thalictrum microspermum Ohwi
- Thalictrum minshanicum Y.P.Zeng, Q.Yuan & Q.E.Yang
- Thalictrum minus L. – rutewka mniejsza
- Thalictrum minutiflorum W.T.Wang
- Thalictrum mirabile Small
- Thalictrum morisonii C.C.Gmel.
- Thalictrum myriophyllum Ohwi
- Thalictrum nainitalense Harsh Singh, Alka Srivast. & T.Husain
- Thalictrum nakamurae Koidz.
- Thalictrum nanhuaense Y.P.Zeng, Q.Yuan & Q.E.Yang
- Thalictrum nelsonii B.Boivin
- Thalictrum nepalense W.T.Wang
- Thalictrum neurocarpum Royle
- Thalictrum obovatum Blatt.
- Thalictrum occidentale A.Gray
- Thalictrum oligandrum Maxim.
- Thalictrum omeiense W.T.Wang & S.H.Wang
- Thalictrum orientale Boiss.
- Thalictrum oshimae Masam.
- Thalictrum osmorhizoides Nakai
- Thalictrum osmundifolium Finet & Gagnep.
- Thalictrum pachucense Rose
- Thalictrum panamense Standl.
- Thalictrum papuanum Ridl.
- Thalictrum parvifructum B.Boivin
- Thalictrum pedunculatum Edgew.
- Thalictrum peltatum DC.
- Thalictrum peninsulare (Brandegee) Rose
- Thalictrum pennellii B.Boivin
- Thalictrum peruvianum Trinidad & A.Cano
- Thalictrum petaloideum L. – rutewka płatkowata
- Thalictrum philippinense C.B.Rob.
- Thalictrum pinnatum S.Watson
- Thalictrum platycarpum Hook.f. & Thomson
- Thalictrum podocarpum Kunth ex DC.
- Thalictrum polycarpum (Torr.) S.Watson
- Thalictrum praecox Jord.
- Thalictrum pringlei S.Watson
- Thalictrum przewalskii Maxim.
- Thalictrum pseudoichangense Q.E.Yang & G.H.Zhu
- Thalictrum pseudoramosum Y.P.Zeng, Q.Yuan & Q.E.Yang
- Thalictrum pubescens Pursh
- Thalictrum pubigerum Benth.
- Thalictrum pudicum Standl. & B.Boivin
- Thalictrum pumilum Ulbr.
- Thalictrum punduanum Wall.
- Thalictrum ramosum B.Boivin
- Thalictrum reniforme Wall.
- Thalictrum reticulatum Franch.
- Thalictrum rhynchocarpum Quart.-Dill. & A.Rich.
- Thalictrum robustum Maxim.
- Thalictrum rochebruneanum Franch. & Sav.
- Thalictrum roseanum B.Boivin
- Thalictrum rostellatum Hook.f. & Thomson
- Thalictrum rotundifolium DC.
- Thalictrum rubescens Ohwi
- Thalictrum rutifolium Hook.f. & Thomson
- Thalictrum sachalinense Lecoy.
- Thalictrum saniculiforme DC.
- Thalictrum scabrifolium Franch.
- Thalictrum secundum Edgew.
- Thalictrum semiscandens W.W.Sm.
- Thalictrum sessile Hayata
- Thalictrum sexnervisepalum W.T.Wang
- Thalictrum sharpii B.Boivin
- Thalictrum shensiense W.T.Wang & S.H.Wang
- Thalictrum siamense T.Shimizu
- Thalictrum simaoense W.T.Wang & G.H.Zhu
- Thalictrum simplex L. – rutewka pojedyncza
- Thalictrum smithii B.Boivin
- Thalictrum sparsiflorum Turcz. ex Fisch. & C.A.Mey.
- Thalictrum speciosissimum Loefl.
- Thalictrum × spurium Timeroy ex Jord.
- Thalictrum squamiferum Lecoy.
- Thalictrum squarrosum Stephan ex Willd.
- Thalictrum standleyi Steyerm.
- Thalictrum steyermarkii Standl.
- Thalictrum stolzii Ulbr.
- Thalictrum strigillosum Hemsl.
- Thalictrum sultanabadense Stapf
- Thalictrum tacabicum Pakravan & Assadi
- Thalictrum tamurae Kadota & Nob.Tanaka
- Thalictrum tenue Franch.
- Thalictrum tenuisubulatum W.T.Wang
- Thalictrum texanum (E.Hall ex A.Gray) Small
- Thalictrum × timeroyi Jord.
- Thalictrum torresii Standl. & B.Boivin
- Thalictrum toyamae Hatus. & Ohwi
- Thalictrum treleasei B.Boivin
- Thalictrum trichopus Franch.
- Thalictrum tripeltiferum B.Boivin
- Thalictrum triternatum Rupr.
- Thalictrum tsawarungense W.T.Wang & S.H.Wang
- Thalictrum tuberiferum Maxim.
- Thalictrum tuberosum L.
- Thalictrum uchiyamae Nakai
- Thalictrum ujiinsulare Hatus.
- Thalictrum umbricola Ulbr.
- Thalictrum uncatum Maxim.
- Thalictrum uncinatum Rehmann
- Thalictrum uncinulatum Franch.
- Thalictrum urbaini Hayata
- Thalictrum venturii B.Boivin
- Thalictrum venulosum Trel. – rutewka żyłkowana
- Thalictrum vesiculosum Lecoy.
- Thalictrum virgatum Hook.f. & Thomson
- Thalictrum viscosum W.T.Wang & S.H.Wang
- Thalictrum wangii B.Boivin
- Thalictrum watanabei Yatabe
- Thalictrum wuyishanicum W.T.Wang & S.H.Wang
- Thalictrum xiaojinense W.T.Wang
- Thalictrum xinningense W.T.Wang
- Thalictrum yadongense W.T.Wang
- Thalictrum yunnanense W.T.Wang
- Thalictrum yuoxiense W.T.Wang
- Thalictrum zernyi Ulbr.
- Thalictrum zhadaense W.T.Wang